# Lennon-fal
A Lennon-fal (csehül: Lennonova zeď) vagy a John Lennon-fal (Zeď Johna Lennona), egy történelmi értékkel bíró fal, amely a csehországi Prága város Kisoldal városrészében helyezkedik el. John Lennon 1980-as halálát követően egy ismeretlen festőművész a falra festette az énekes ikonikus sírkövét, amire később több ember graffitizett. Ez volt a kommunista Csehszlovákiában az egyetlen hely, ahol az emberek szabadon kifejezhették véleményüket. A fal eredetileg Lennon-emlékhelyként és rendszerellenes kinyilatkoztatások helyszíneként funkcionált, később olyan problémákra is felhívták az emberek a figyelmet, mint a globális felmelegedés. A falnak létezik egy másik változata is Hongkongban.
A fal eredeti tulajdonosa a Máltai lovagrend volt, amely 2019-ig minden falfestést engedélyezett. A fal átalakítását követően a lovagrend tagjai betiltották a graffitizést, de bizonyos üres helyeken még lehet képeket, feliratokat festeni.

## Elhelyezkedése
A Kampa szigeten, a Čertovka patak mellett, a Károly hídtól 350 - 500 méter távolságra található az emlékmű. A 150 m²-es fal eredetileg a Máltai lovagrend palotájának kertje volt. Az államosítást követően a Nemzeti Múzeum egyik kiállítóhelyeként funkcionált.

## Története
Az 1960-as évek második felétől a falon különböző feliratok kezdtek megjelenni. Ezeken eleinte vicces, banális feliratok és versek, később az 1968-as prágai tavasz bukását követve rendszerellenes feliratok is helyet kaptak. A prágaiak eleinte a Siratófal elnevezést használták a helyre. A csehszlovák kommunista vezetés több alkalommal is lefestette a feliratokat, de később az ellenállók visszafestették azokat. A fal mentén találkoztak a prágai fiatalok, szervezett az ellenzék találkozókat.
1980-ban, John Lennon halálát követően egy ismeretlen művész felfestette a zenész szimbolikus síremlékét. A ma is látó központi Lennon alak egy világtérképen van elhelyezve. Mellette a The Beatles együttes egyik híres dalának (az All You Need is Love) címe olvasható. Ezenkívül a szabadság és béke szó olvasható 30 nyelven. 
1981 után az állampárt a lennonisták akcióinak megfékezésére több alkalommal is rendőröket vetett be, sikertelenül. Végül 1988-ban a Szocialista Ifjúsági Szövetség folkkoncertet szervezett a falhoz és szorgalmazta egy emléktábla avatását is. 

A rendszerváltást követően a fal a Máltai lovagrend birtokába került és sok graffitiművész fejezte is művével a szabadságérzést. 

A fal teljes hosszában, 2018-ban

A fal többször is vandalizmus áldozata volt, vagy többször durva szöveget, jelképeket véstek rá. 2014-ben a Prágai Szolgálat nevű streetart-csoport a bársonyos forradalom 25. évfordulójának alkalmából egy akció keretében hófehérre festették a falat, amire a Wall is Over! feliratot is ráírták. 2019-ben az Extinction Rebellion nevű környezetvédelmi szervezet, majd hongkongi ellenállók rongálták meg az emlékhelyet. Emiatt 2019-ben a Máltai lovagrend és Prága önkormányzata felújította a falat. Az újjáalakításban részt vett Pavel Šťastný és további 30 művész is. Innentől kezdve rendőri felügyelet alá kerül az emlékhely, valamint tilos lett a fal graffitizése (könnyen mosható festékkel továbbra is lehet alkotni).
2021-ben a faltól nem messze nyílt meg a The Lennon Wall Story nevű kiállítás.

## Galéria

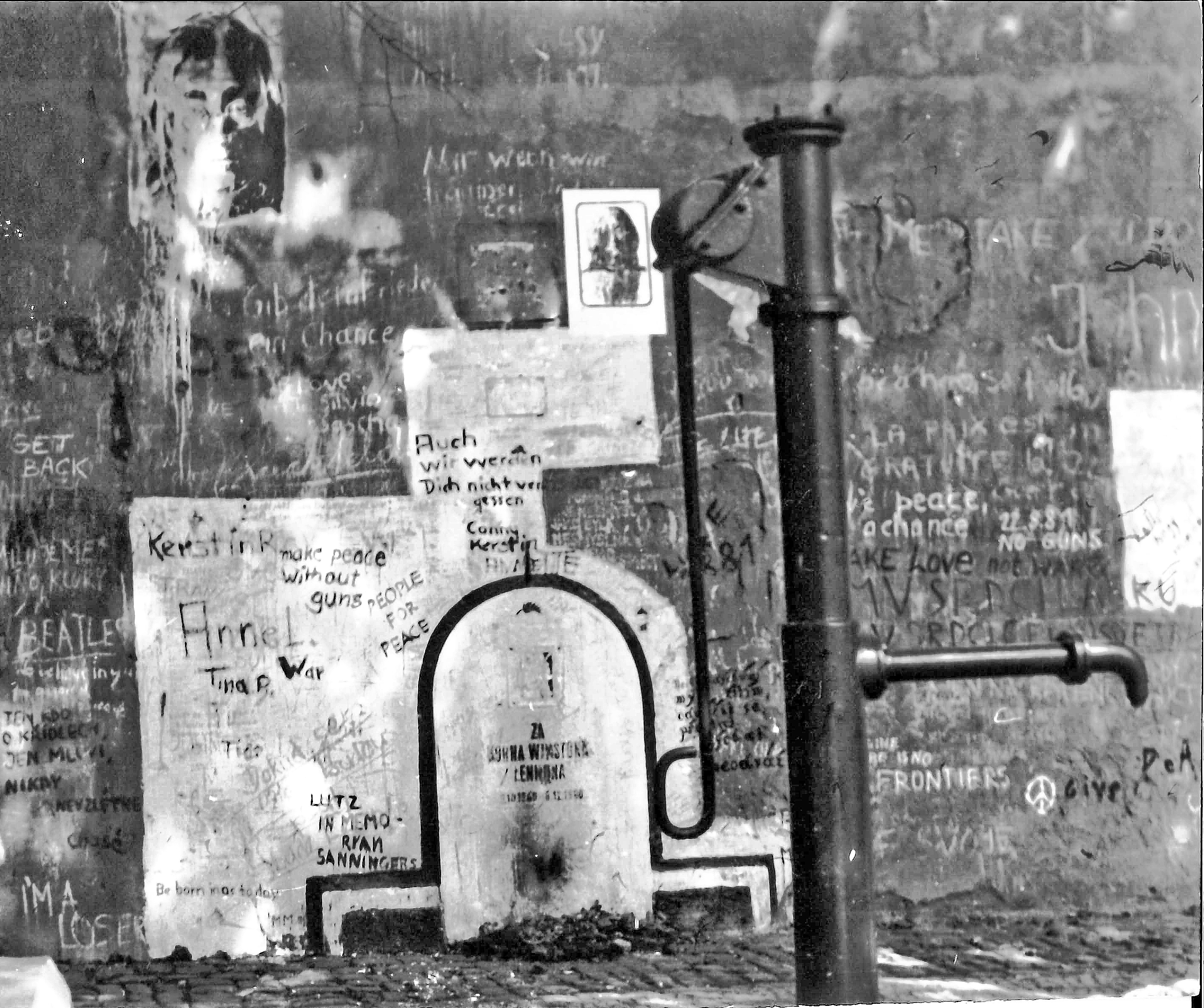
A fal 1981 augusztusában
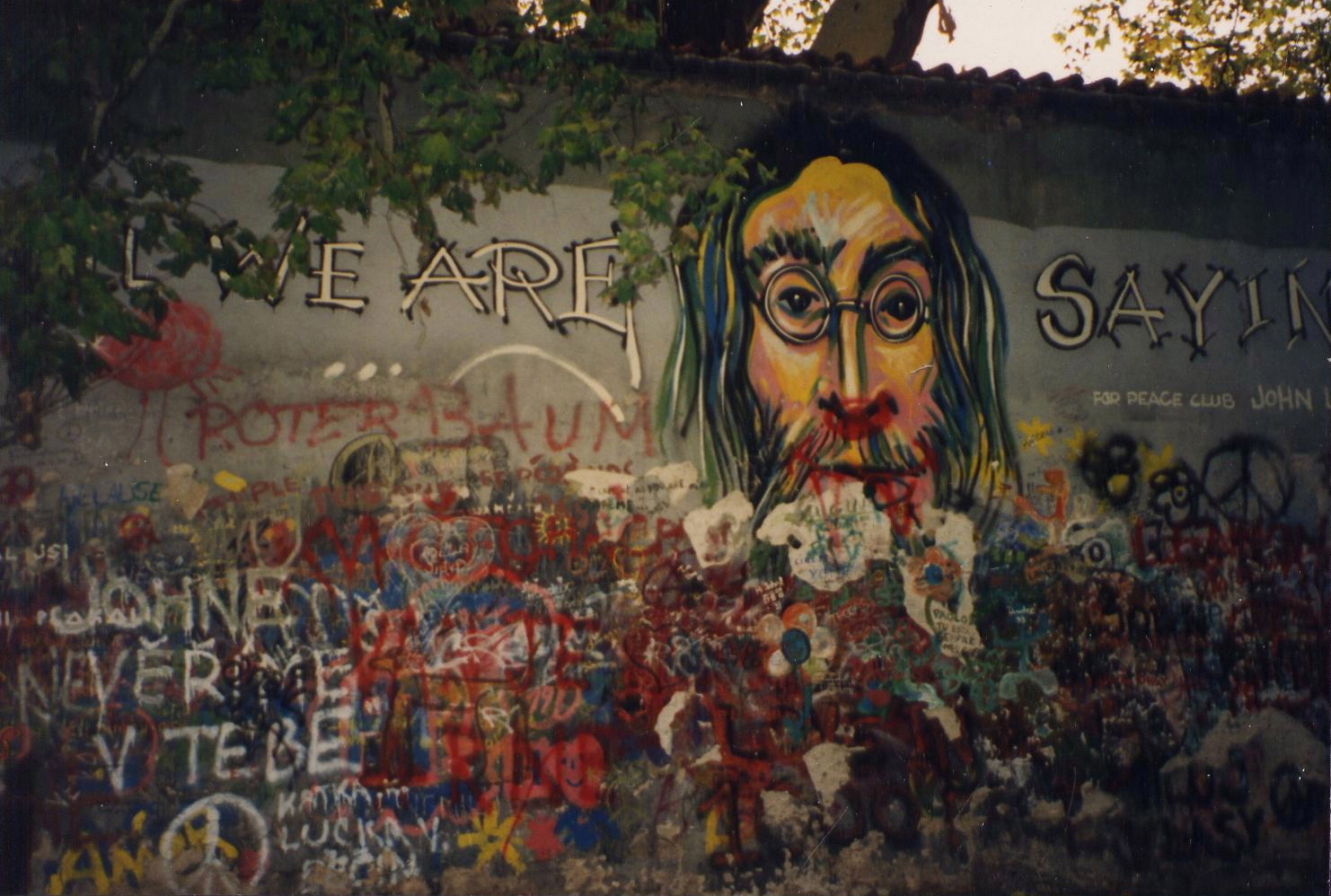
1993-ban
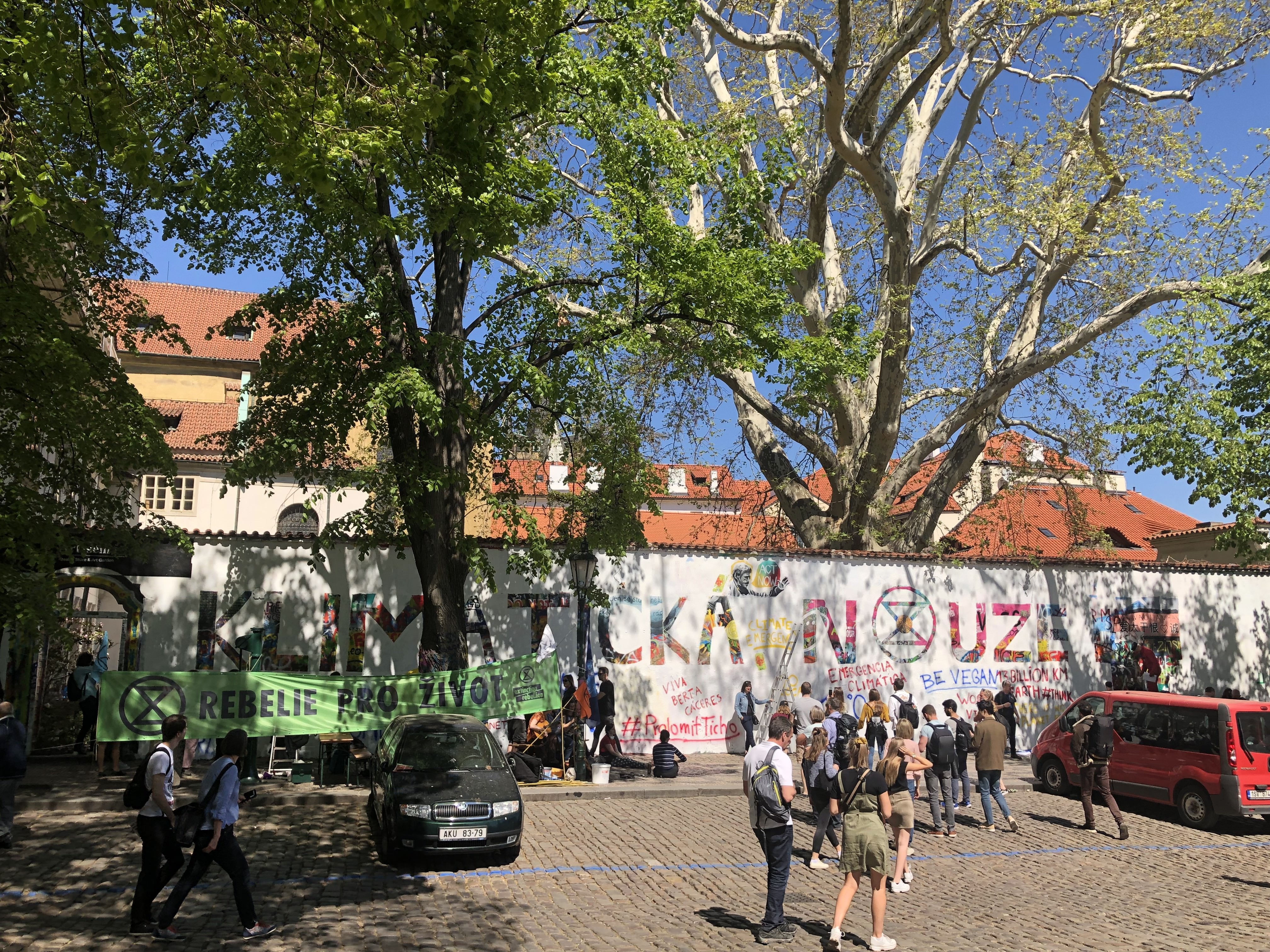
2019-ben, az Extinction Rebellion klímavédő szervezet, a fehérre festett fal előtt
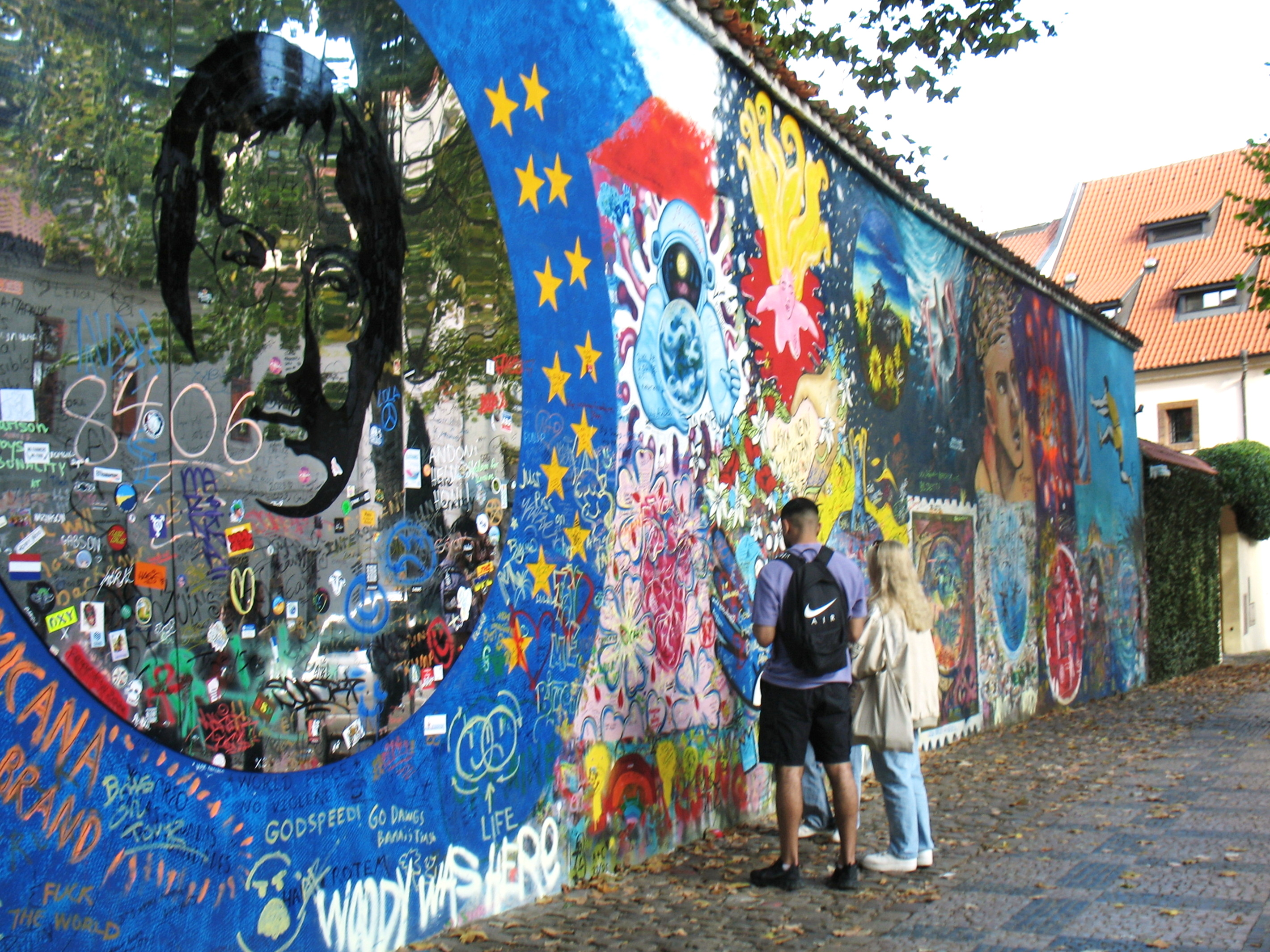
Az újjáfestést követően, 2022-ben

## Fordítás
- Ez a szócikk részben vagy egészben  a   Lennon Wall című angol Wikipédia-szócikk fordításán alapul.  Az eredeti cikk szerkesztőit annak laptörténete sorolja fel. Ez a jelzés csupán a megfogalmazás eredetét és a szerzői jogokat jelzi, nem szolgál a cikkben szereplő információk forrásmegjelöléseként.